# 이한빈 (쇼트트랙 선수)
이한빈(1988년 9월 25일~)은 대한민국의 쇼트트랙 선수이다.

## 학력
- 하탑중학교 졸업
- 서현고등학교 졸업
- 한국체육대학교 체육학과 학사

## 수상
- 2013년 ISU 쇼트트랙 월드컵 3차 대회 남자 1500m 금메달
- 2013년 ISU 쇼트트랙 월드컵 1차 대회 남자 1000m 동메달
- 2013년 제28회 전국남녀 쇼트트랙스피드스케이팅 선수권대회 남자 종합 1위
- 2013년 제28회 전국남녀 쇼트트랙스피드스케이팅 선수권대회 남자 3000m 1위
- 2013년 제28회 전국남녀 쇼트트랙스피드스케이팅 선수권대회 남자 1000m 1위
- 2013년 제28회 전국남녀 쇼트트랙스피드스케이팅 선수권대회 남자 500m 3위
- 2008년 ISU 쇼트트랙 세계 주니어선수권대회 남자 1500m 동메달